# 天主教巴特那总教区
天主教巴特那總教區（拉丁語：Arcidioecesis Patnensis），是羅馬天主教會以印度比哈爾邦首府巴特那為中心的一個總主教區。總教區下轄比哈爾邦南部，並轄五個教區。
2005年有教友54,120名，佔轄區總人口僅百分之0.2。由165名司鐸名管理三十三個堂區。現任總主教為威廉‧德蘇薩。
1892年4月20日自安拉阿巴德教區分出，建立監牧區。1919年5月19日升為教區。1999年3月16日升為總教區。